# 报禁
报禁是指一个国家的政府限制言论自由與媒體自由。原始意思是指報紙、刊物等新聞出版品的限制措施，但廣義上也可套用至所有媒體；因此，實行報禁即等同限制人民透過創辦媒體實行言論自由的權利。

## 中华人民共和国
在中华人民共和国，做“党的喉舌”成为政府对报社和记者的唯一要求。而民办报社的关闭和整编、各省市日报（即党报）的创立和扶持、反右运动中的“引蛇出洞”及随后政府对追求“言论自由”的编辑和记者的打击成为政府实施其“报禁政策”的三大标志。
文化大革命的展开，更是导致全国只有“两报一刊”可以发出声音，1966年至1976年，全国有近95%报纸和杂志被迫停刊。

## 臺灣
1951年，臺灣適逢戒嚴時期，政府以「節省紙張」為由，停止新報紙登記（限照），現有報紙每份發行張數限三大張以內（限張），印刷廠只能在一地（限印）。此後，任何要辦新報紙的人都必須向經營不善的報紙業者購買登記證，方可發行；例如「華報」經營不善即將停刊，登記證由聯合報系取得，民生報方可創刊；例如公論報登記證由聯合報系的經濟日報取得。由於報紙經營需經政府同意，故報社與當時執政的中國國民黨緊密結合，報社負責人也因此與中國國民黨政策核心結合，例如中國時報系余紀忠、聯合報系王惕吾皆為中國國民黨
中央常務委員。
隨著台灣在1987年解嚴，報禁於1988年1月1日正式解除。

### 1950至1988年間台灣媒體家數統計表
| 年度 | 報紙（種） | 雜誌（種） | 通訊社（家） | 出版社（家） |
| ---- | ---------- | ---------- | ------------ | ------------ |
| 1950 | 44         | 184        | 28           | -            |
| 1961 | 31         | 686        | 42           | 578          |
| 1971 | 31         | 1534       | 43           | 1395         |
| 1987 | 31         | 3422       | 44           | 2956         |
| 1988 | 126        | 3708       | 126          | 3191         |

## 參看
- 言論自由
- 新聞自由